# Décharge (déchet)
Pour les articles homonymes, voir Décharge.
Ne doit pas être confondu avec Déchèterie.
 (juin 2017).

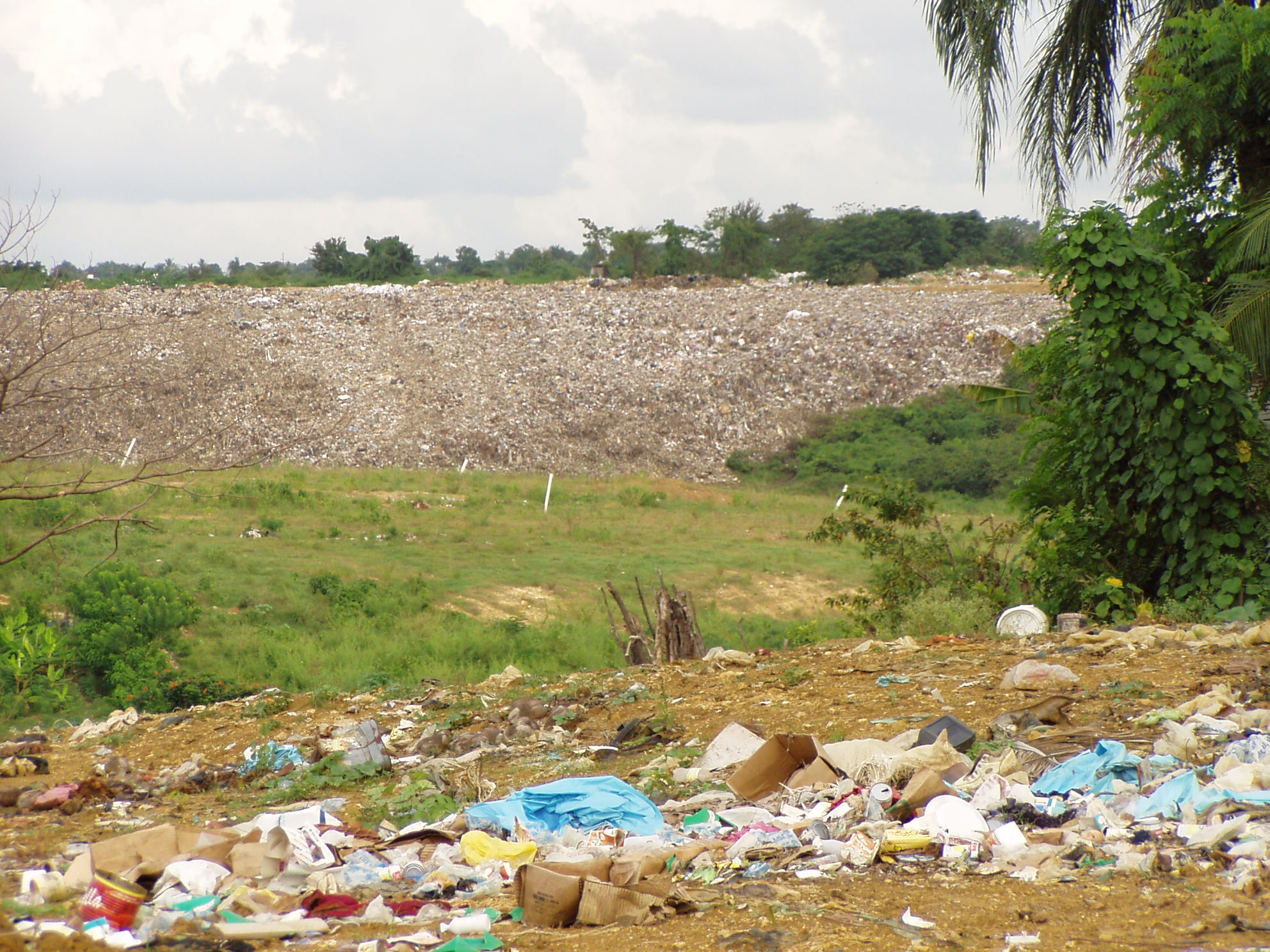
Les décharges publiques ou privées posent de sérieux problèmes d'environnement dans les pays en développement, et les pays riches doivent suivre ou gérer des centaines de milliers de décharges, parfois anciennes et oubliées (République dominicaine, 2002).

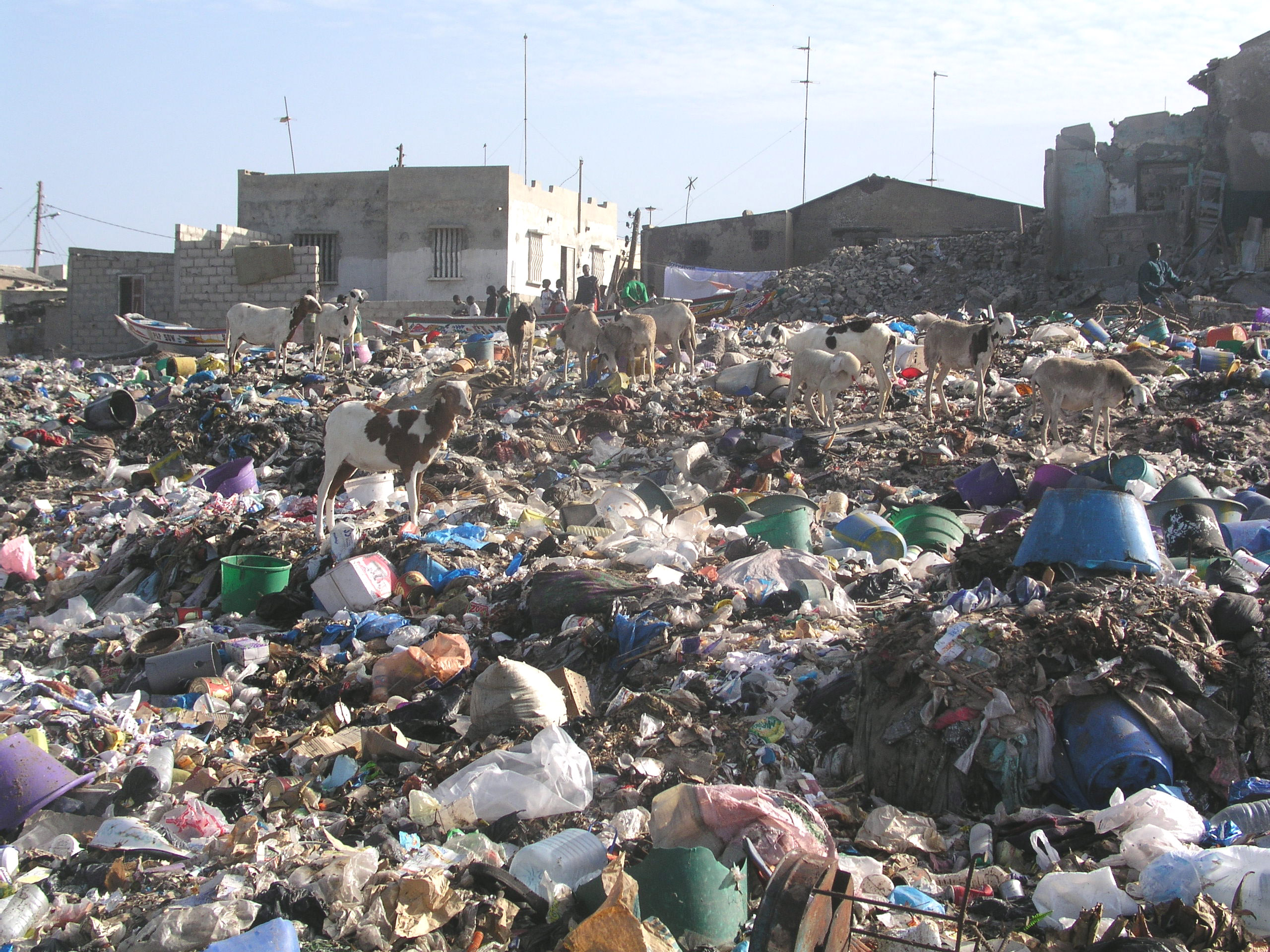
Décharge de Yoff à Dakar (Sénégal). Les animaux mangent une grande part de la matière organique consommable, mais les déchets contiennent de plus en plus de matières non biodégradables ou toxiques.

Une décharge (sous entendu de déchets) parfois appelée dépotoir, décharge publique, terrain de décharge est un lieu dans lequel on stocke des déchets par dépôts généralement sur le sol.
Ces décharges peuvent être publiques ou privées, industrielles notamment.

## Histoire et description
Des dépotoirs existent depuis la Préhistoire et leur étude par les archéologues a révélé beaucoup de choses sur la vie à toutes les époques. Les décharges se sont multipliées avec la révolution industrielle et plus encore avec la société de consommation (décharges industrielles, décharges municipales et sauvages). Souvent situées en plein air, il en existe aussi dans des lieux souterrains et plans d'eau, ce qui est problématique car ces sites sont mal répertoriés et présentent des risques pour la protection de l'environnement naturel ainsi que la sécurité et l'hygiène des populations résidant à proximité.
Dans les pays développés, la réglementation sur la récupération des déchets s'est progressivement renforcée. Elle interdit les décharges sauvages, et depuis la fin du XXe siècle impose d'éviter de recourir aux décharges publiques au profit du recyclage, de l'incinération, de l'écoconception. En dernier recours, peuvent être utilisées des décharges, notamment appelées centres d'enfouissement techniques (CET), qui doivent répondre à des normes de protection de l'environnement (imperméabilisation, surveillance, traitement du méthane et des lixiviats, etc.) pour protéger l'air et les nappes phréatiques, avec couche étanche et repaysagement en fin d'activité.
Dans certains pays, dont la France, seuls des déchets ultimes devraient à terme être enfouis dans des décharges appelées « centres de stockage des déchets ultimes » (CSDU), au regard de l'environnement. Mais de nombreux retards d'application de la loi sont constatés.

## Quelques statistiques
Dans le monde, en 2016, sur environ deux milliards de tonnes de déchets produites, 1,5 ont fini en décharge, et fin 2021, les études de prospective alertent sur le fait que le réchauffement climatique va modifier le comportement de ces déchets, dont en termes d'émissions de CO2 et de méthane.
Dans l'Europe des Vingt-Huit, selon une évaluation publiée en 2018, faite par EURELCO et i-Cleantech Flanders, basée sur des données remontées auprès de plusieurs organismes publics en Europe, il y a plus de décharges en Europe qu'on ne le pensait initialement : plus de 500 000 décharges. 90 % de ces décharges sont mal sécurisées ou non sécurisées du point de vue sanitaire, car antérieures à la directive sur la mise en décharge (1999) ; la plupart nécessiteraient des mises en sécurité et réparations coûteuses. Le respect de la directive sur la mise en décharge n'est donc pas pertinent pour au moins 450 000 décharges. 80 % de toutes les décharges européennes abritent surtout des déchets solides urbains, et 20 % contiennent des déchets et résidus industriels plus ou moins spécifiques. Les premières sont surtout propriétés des collectivités et les secondes d'intérêts privés.

## Typologies de décharge, vocabulaire

### France

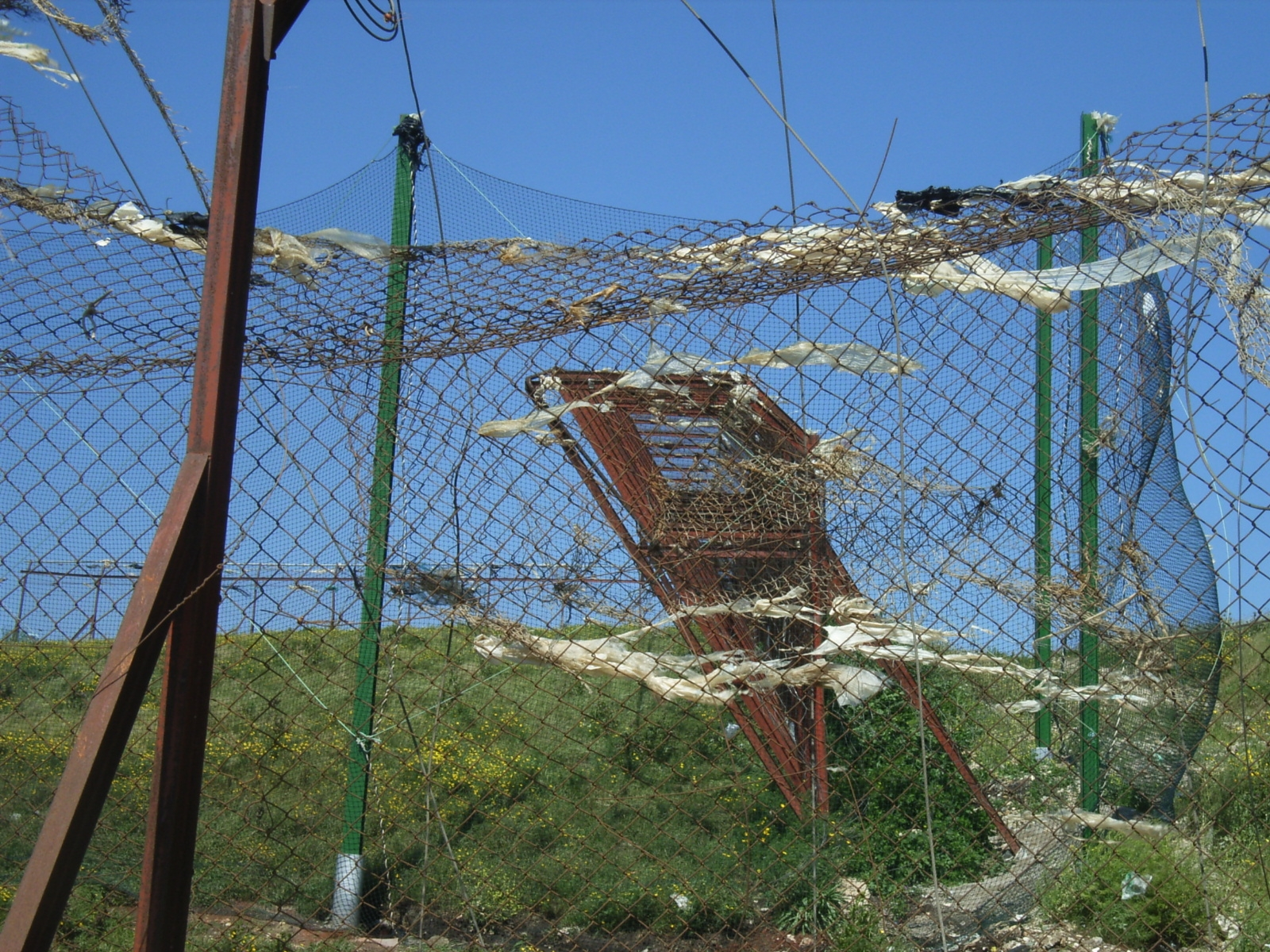
Détail de la décharge de la ville de Marseille, près d'Entressen, en mai 2005.

En France, outre une unique « décharge de classe O », (Stocamine, située en Alsace et inutilisée depuis 2004 à la suite d'un incendie de déchets toxiques à 500 m de profondeur environ), il existe officiellement trois grands types de décharges,. On distingue les installations de stockage :
- de déchets dangereux (ISDD) (ex- « décharge de classe 1 ») ;
- de déchets non dangereux (ISDND) (ex- « décharge de classe 2 ») ;
- de déchets inertes (ISDI) (ex- « décharge de classe 3 »).

Ces décharges ont de nombreux noms différents, qui sont régulièrement employés, dont notamment « centre d'enfouissement technique » (CET), « centre de stockage des déchets ultimes » (CSDU) ou encore « centre de stockage des déchets dangereux » (CSDD).
À noter que les abandons de déchets ou les installations qui fonctionnent de manière irrégulière sont généralement appelés :
- Dépôt sauvage de déchets : « acte d’incivisme d’un ou plusieurs particuliers ou entreprises déposant des déchets hors des circuits de collecte ou des installations de gestion de déchets autorisées à cet effet. Ces dépôts sont dispersés, de faible ampleur et le plus souvent ponctuels » (quelles que soient la taille, le volume ou la qualité des déchets, qu'ils soient abandonnés volontairement ou par négligence, qu'ils soient dans l’environnement, sur le domaine public ou sur des terrains privés, avec ou sans l'accord du propriétaire ; c'est l'abandon d'un objet ou d'une substance qui en fait un déchet).
- Décharge illégale : « installation professionnelle dont l’autorisation ICPE fait défaut. Elle fait l’objet d’apports réguliers de déchets par des particuliers ou des professionnels du BTP. La décharge est exploitée ou détenue par une entreprise, un particulier ou une collectivité ».

En 2019, le projet de loi de lutte contre le gaspillage et pour l'économie circulaire (devant être examinée par les parlementaires à partir de septembre) comprend une disposition visant à combattre les dépôts sauvages et améliorer la valorisation des déchets du bâtiment. Une reprise gratuite de certains déchets pourrait être imposée à certains acteurs du BTP, si ces déchets ont été triés auparavant ; et pour lutter contre la pollution plastique (100 % de plastiques doivent être recyclés avant 2025), un système national de consigne est rendu possible.

### Modes de stockage
Il existe d'autres modes de stockage des déchets : l'utilisation en remblaiement ou en sous-couche routière de certains déchets du BTP, l'enfouissement de déchets dangereux dans d'anciennes mines, les centres de stockage de déchets nucléaires à durée de vie courte ou longue.

## Enjeux
Les « décharges contrôlées » sont un des moyens (avec l'incinération) les plus utilisés pour tenter d'éviter l'accumulation de déchets dangereux ou peu, pas (déchet ultime) ou trop coûteusement recyclables dans l'environnement.

### Enjeux de sécurité
Beaucoup d'anciennes décharges et de décharges sauvages sont d'anciennes carrières ou manquent de barrière étanche isolant les déchets de la nappe et du sol. Elles sont sources d'inquiétudes en tant que source potentielle ou avérée de pollution vers les sols et les nappes, voire vers l'air (via l'émission de polluants gazeux tels que solvants, HAP, monoxyde de carbone, dioxyde de carbone, vapeur de mercure… et parfois via des feux de décharges), ou encore comme source significative de méthane (CH4), contribuant au dérèglement climatique. Certains déchets sont sources de risque d'explosion et incendie en cas de forte sécheresse.
Dans les pays avancés, en théorie, les décharges sont de plus en plus sécurisées (mais aussi plus coûteuses) et ne devraient plus accepter que des déchets ultimes, c'est-à-dire ne pouvant être recyclés ou valorisés par d'autres filières (ressourceries, recycleries).

### Enjeux de gouvernance
Comme pour les unités d'incinération, l'installation de nouveaux centres d'enfouissement se heurte souvent à l'hostilité des populations locales.

### Enjeux climatiques
Stockés en décharge, les déchets non inertes combustibles, putrescibles ou fermentescibles sont des sources très importantes de CO2 et de méthane, deux puissants gaz à effet de serre.

#### Émissions de méthane
Il n'y a pas de consensus sur le nombre de décharges anciennes, ni sur la qualité et la quantité de déchets enfouis dans le monde, ni sur les variations interannuelles d'émissions de méthane de ces décharges, ni sur la méthodologie la plus fiable pour évaluer finement les émissions globales de méthane par les décharges dans le monde, qui était considérée comme l'une des plus grandes sources anthropiques directe de méthane dans de nombreux pays développés au milieu des années 1990.
Les estimations faites dans les années 1980 de la quantité de CH4 émis dans le monde par les seules décharges ont considérablement varié (de 9 à 70 Tg an−1),. Les modèles d'émissions sont calculés sur la base du type et de la quantité de déchets solides enfouis en condition anaérobie par pays, mais ces données sont parfois fausses ou manquantes. En modifiant une méthode du GIEC et à partir de données disponibles sur les déchets et sur la quantité de méthane récupéré, des chercheurs ont rétrospectivement évalué et reconstruit les estimations historiques annuelles de CH4 des décharges du monde sur une quinzaine d'années (de 1980 à 1996). À la fin des années 1990, les estimations d'émissions de CH4 par les décharges et/ou d'élimination par puits de méthane variaient de plus de 7 ordres de grandeur et pour toutes ces raisons, il n'existait pas de modèles empiriques ou semi-empiriques fiables, intégrant la latitude et le climat, susceptibles de prédire les émissions saisonnières de CH4 et le puits de carbone par oxydation/méthanotrophie.
En 2003, deux chercheurs ont produit quatre scénarios d'émissions mondiales de CH4 par les décharges, deux basés sur la méthodologie standard du GIEC et deux basés sur une autre méthodologie : selon les méthodes et scénarios, les évaluations variaient de 16 à 57 Tg CH4/an (fourchette relativement comparable à celles des estimations antérieures), soit une part non négligeable des 450 à 550 Tg estimées d'émissions anthropiques émises à la fin des années 1990 selon Matthews (2000). Selon les auteurs, sur la base d'extrapolation pour les pays où les données manquent, le chiffre de 16 à 20 Tg CH4/an, associé à une récupération commerciale >15 % avant 1996 serait le plus proche de la réalité.

#### Rôle des bactériesméthanotrophes
Il est mal évalué. En effet, il varie considérablement selon les circonstances (ex. : il sera important en éliminant 100 % du méthane traversant un sol de couverture de décharge épais, humide et chaud, jusqu'à 10 % du méthane émis par la décharge dans d'autres cas),, ou sans aucune élimination (0 %) dans le cas d'une décharge étudiée en France en hiver (publication de Chanton et Liptay en 2000).
L'élimination du méthane y sera plus ou moins marquée et partielle selon la latitude et l'altitude de la décharge, selon le cycle saisonnier et la variation jour/nuit de température et d'humidité,. Le degré de perméabilité, l'épaisseur, les propriétés physicochimiques et la teneur en humidité du sol de couverture affectent directement l'oxydation du CH4.
Knightley et al., en 1995 et Visscher et al., en 1999 ont calculé que dans le « sol de couverture » de décharges « classique », le taux d'oxydation du CH4 peut atteindre 166-240 g CH4 par mètre carré et par jour (m−2 j−1) et plus de 1000 g m−2 j−1 dans des couvertures épaisses enrichies en compost pour y doper l'oxydation bactérienne du méthane, selon Humer et Lechner (2001). Ce taux est parfois plusieurs fois plus élevé que celui relevé dans les zones humides ; et sur les décharges bénéficiant d'une collecte du CH4, les méthanotrophes peuvent alors consommer le faible reste de CH4 dégazant vers l'atmosphère et en plus, oxyder un peu de CH4 atmosphérique,,, selon Borjesson et Svensson, 1997. Selon certains modèles, en présence d'une récupération optimale des gaz par pompage, des « émissions négatives » de CH4 seraient même possibles à l'échelle de la décharge, selon Bogner et al. (2000).
En 2001 en France, une étude de bilan massique a complété une analyse isotopique du carbone stable, faite par Chanton et Liptay (2000). Ces travaux ont montré que l'oxydation du CH4 était négligeable dans la décharge de Montreuil-sur-Barse en hiver froid et humide, alors qu'à Lapouyade (en climat méditerranéen), 15 % du méthane émis par la décharge était consommé par les méthanotrophes en hiver. Dans une décharge située en Floride, de zéro à plus de 40 % du méthane était ainsi éliminé, selon la saison.

## Structure

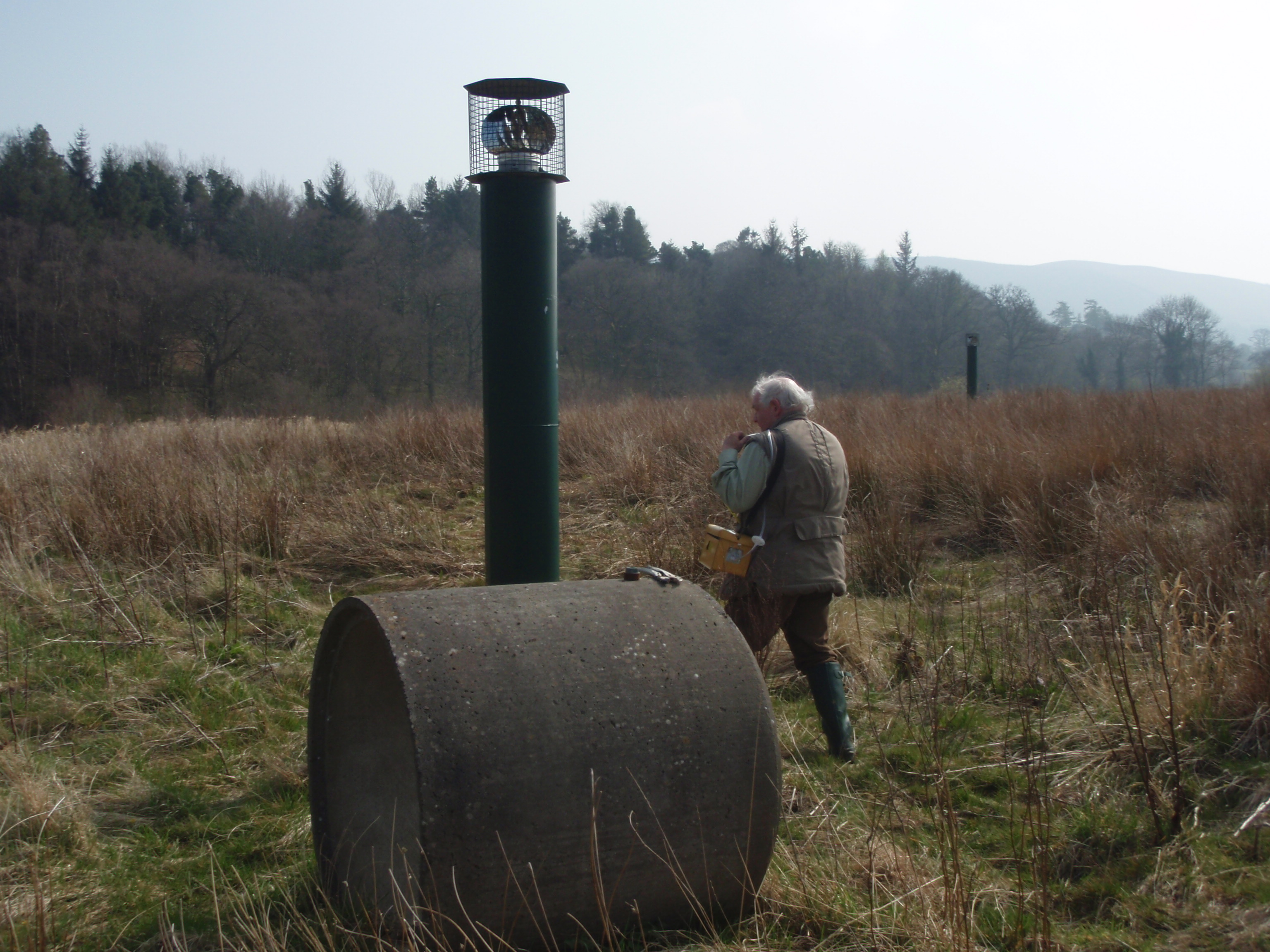
Vue de l'un des nombreux évents destinés à extraire le méthane et d'autres gaz du site d'enfouissement de déchets de Nantmel. Dans de nombreuses autres décharges, le méthane (puissant gaz à effet de serre) est brûlé en torchère ou réutilisé comme source d'énergie

Une décharge conçue pour limiter les transferts de pollution est généralement composée de la manière suivante :
- barrières passives : couche d'argile, bâches imperméables (géomembranes), bâches anti-poinçonnement (géotextiles) ;
- barrières actives : drainants, réseau de drains qui récupère les résidus liquides (lixiviats) avant leur traitement ;
- déchets et réseaux de collectes des effluents gazeux et liquides ;
- une couverture semi-perméable, d'argile et de terre, puis une nouvelle végétation est mise en place.

Ce type de décharge est habituellement surveillé 30 ans. Les émissions de biogaz doivent également être collectées pour maintenir le massif de déchets en dépression.

## Gaz de décharge
- Combustion : le biogaz (contenant principalement méthane et dioxyde de carbone) peut être brûlé sur place en torchère.
- Valorisation : il peut alimenter un moteur pour produire de l'électricité ou de la chaleur, ou raffiné en biométhane carburant, il peut alimenter une flotte de véhicules.

### Biocarburant de troisième génération
Il faudrait produire un méthane de décharge assez pur pour faire un bon biocarburant de troisième génération, ce qui nécessite des équipements d'épuration. En effet, dans une décharge, la matière organique est mélangée à d'autres déchets, dont de plus en plus de déchets contenant des silicone ou des composés siliconés, et des composés organiques volatils de silice (COVSi) rendent ce gaz impropre à l'emploi dans les moteurs thermiques. La combustion de ces composés donne de la poussière de silice très abrasive qui limite la durée de vie des moteurs et use les pales de turbines. La technologie permet donc de traiter le biogaz de ces composés, pour le rendre propre à la valorisation par cogénération, ou le transformer en biométhane, similaire au gaz naturel, pouvant être utilisé comme carburant pour véhicules. Il est même à présent possible de l'injecter dans les réseaux de distribution du gaz naturel.
Un « digesteur anaérobie » expérimental est en cours d'étude et expérimentation au Canada, qui imite la digestion anaérobie à l'œuvre dans la panse des bovins. Des micro-organismes méthanogènes vivant en symbiose avec les vaches savent en effet produire plus de méthane que de CO2, mais ils ont des exigences précises, en température et humidité notamment. La difficulté est de conserver les conditions de vies optimales de ces organismes dans un milieu constitué de déchets, ce qu'on tente ici de faire au moyen d'électrodes spéciales régulant la température du milieu. Ce sont ensuite des fibres creuses constituées d'une membrane perméable qui devraient séparer le CO2 du méthane qui pourra ensuite être brûlé comme source d'énergie, utilisé par la carbochimie ou compressé et stocké.
En aval, on distingue deux types d'installations, qui utilisent ce gaz pour produire de la chaleur dans des installations de chauffage collectif, réseau de chaleur, serres, briqueteries… et celles qui utilisent le gaz pour produire de l'électricité.

## Devenir des lixiviats

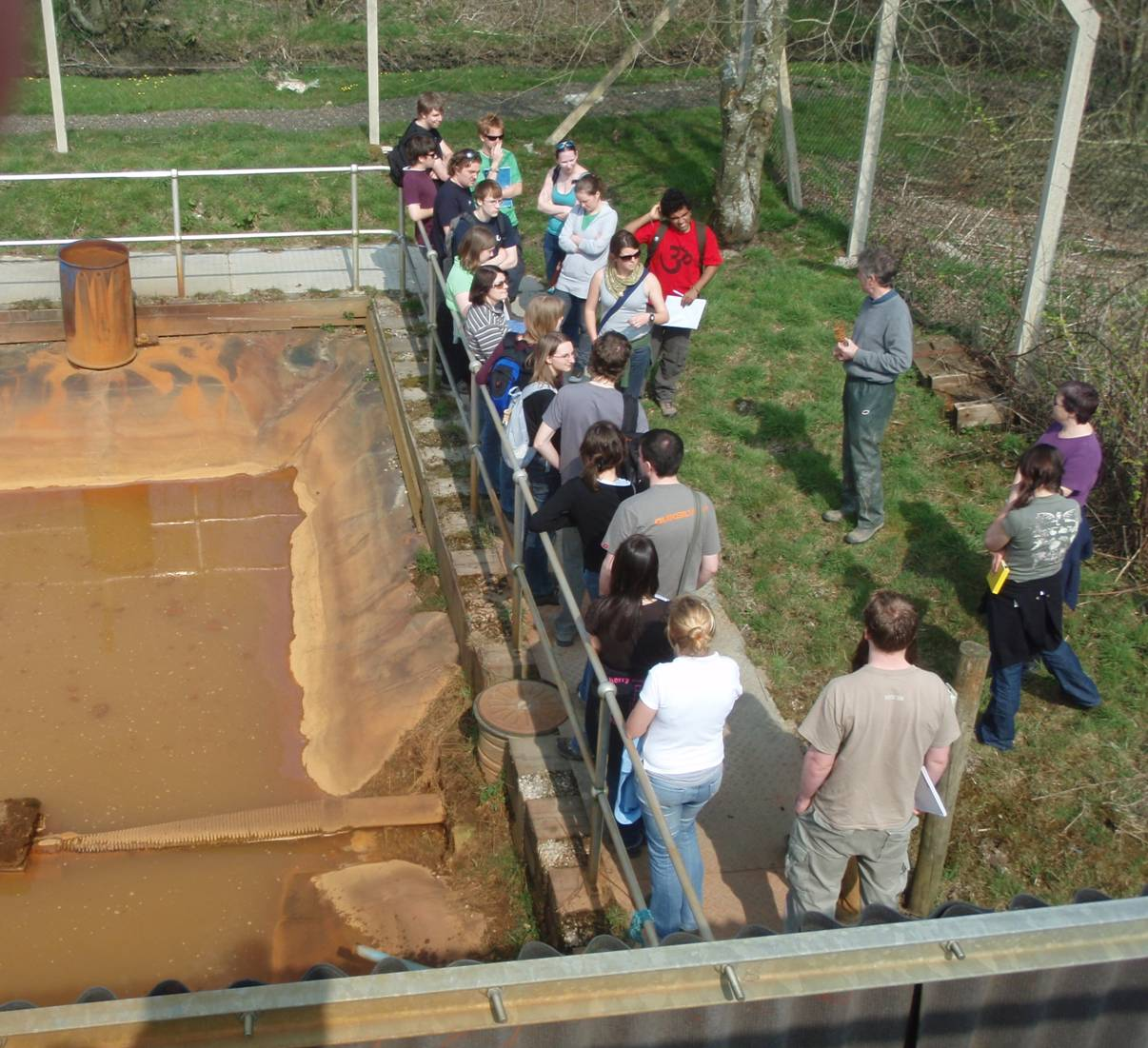
Étudiants visitant une petite lagune de traitement de lixiviats (du site d'enfouissement Nantmel, Powys).
Cette lagune est associée à une tour à biofilm (aérobie) qui favorise l'apparition de celui-ci pour dégrader de nombreux composés organiques, fixer les ions métalliques en formes oxydées ou insolubles (par exemple, en transformant le fer ferreux en fer ferrique), oxyder l'ammoniaque (via une phase nitrite) en nitrate, et précipiter d'autres métaux que l'on retrouvera dans les boues de la lagune sous forme d'hydroxydes ferriques. Ici, la.

Deux solutions existent pour les lixiviats :
- traitement in-situ (station de dépollution) ;
- traitement dans une installation spéciale.

Dans le cadre d'un fonctionnement en bioréacteur[Lequel ?], la recirculation dans le massif de déchet des lixiviats peut être réalisée, pour maintenir un taux d'humidité suffisant à la fermentation du massif de déchet.

## Impacts environnementaux
Les impacts et nuisances environnementales concernent surtout les anciennes décharges non étanches et non contrôlées.
- Il s'agit éventuellement d'odeurs, mais plus souvent de pollution de l'air, de l'eau et des sols.
- De très nombreuses décharges industrielles et urbaines ont été oubliées (Il en existait au moins une par commune, soit - à titre d'exemple- un minimum de 36 000 en France métropolitaine, rien que pour les déchets ménagers).
- En zone rouge et lors de la reconstruction après les guerres mondiales, de nombreuses décharges ont pu recevoir des gravats mal triés pouvant contenir des munitions non explosées.
- Les décharges émettent du méthane puissant gaz à effet de serre.

Il faut dans ce cadre différencier décharges compactées, inondées, ou couvertes d'une couche d'argile et celles qui ne sont pas compactées ; ces dernières, en raison du taux d'oxygène de l'air qui y circulent permettent une dégradation aérobie qui ne produit que très peu de méthane, à la différence des décharges compactées (En France selon l'ADEME, 40 % du tonnage enfoui de 1980 à 1985, 55 % entre 1985 et 1990, 72 % entre 1990 et 1993, et 87 % après 1993 ont été compactés, pour atteindre presque 100 % en 1999). En France, la loi encourage les décharges contrôlées (circulaire de mars 1987) à récupérer le méthane (biogaz) ou au moins à le brûler en torchère. Toujours selon l'Ademe en France, 10 % des décharges étaient ainsi équipées en 1993, 25 % en 1996 et 57 % en 1997, avec des rendements d'environ 60 % en 1999, qui pouvaient dans les années 2000 atteindre 80 %. Dans quelques cas, le biogaz est récupéré en amont, par exemple par fermentation de boues d'épuration (ex. : alimentation des bus de la communauté urbaine de Lille).
La Mission interministérielle de l'effet de serre a en France estimé qu'un bon réseau de captage du gaz de décharge permettait d'en diminuer les émissions de près de 100 %. Le problème est qu'en raison du bas coût de rachat de ce gaz, ces opérations sont peu rentables. De plus, nombre de décharges anciennes (il y en a au moins une par commune) ne sont pas suivies. Ce gaz est souvent gaspillé en France, mais le Canada, l'Angleterre ou l'Italie valorisent depuis longtemps une partie de leur gaz de décharge. La nature des déchets joue aussi un rôle. Une étude australienne a montré par exemple que les poutres enfouies dans d'anciennes décharges n'ont perdu que peu de carbone. Au contraire, les « déchets verts » (feuilles, petites branches) fermentent très rapidement.
- les décharges sont également une source de pollution par les PFAS, que ce soit dans l'air ou par les lixiviats. La pollution aérienne est principalement due à des alcools, oléfines, acétates ou méthylacrylates de fluorotélomères (respectivement FTOH, FTO, FTOAc et FTMAc)[27],[28].
- Les feux de décharges, accidentels ou criminels, sont saisonniers et courants dans les zones sèches et chaudes. Ils émettent de nombreux polluants, parfois mal connus, et généralement non comptabilisés (comme ceux des feux de forêts) par les cadastres et inventaires de pollutions. Ainsi, les déchets ménagers sont assez riches en produits contenant du chlore (PVC notamment) pour émettre en brûlant des dioxines et furanes en quantité importantes (environ 10 fois plus qu'un feu de broussaille ou de sous-bois forestier de bord de mer[29]). En Italie, en Campanie « les clans de la Camorra ont pris l'habitude d’incendier les décharges sauvages en plein air pour faire de la place et accueillir de nouvelles cargaisons de déchets », ce qui a été à l'origine du sandale de la «terre des feux»[30].

## Risques et gestion des risques

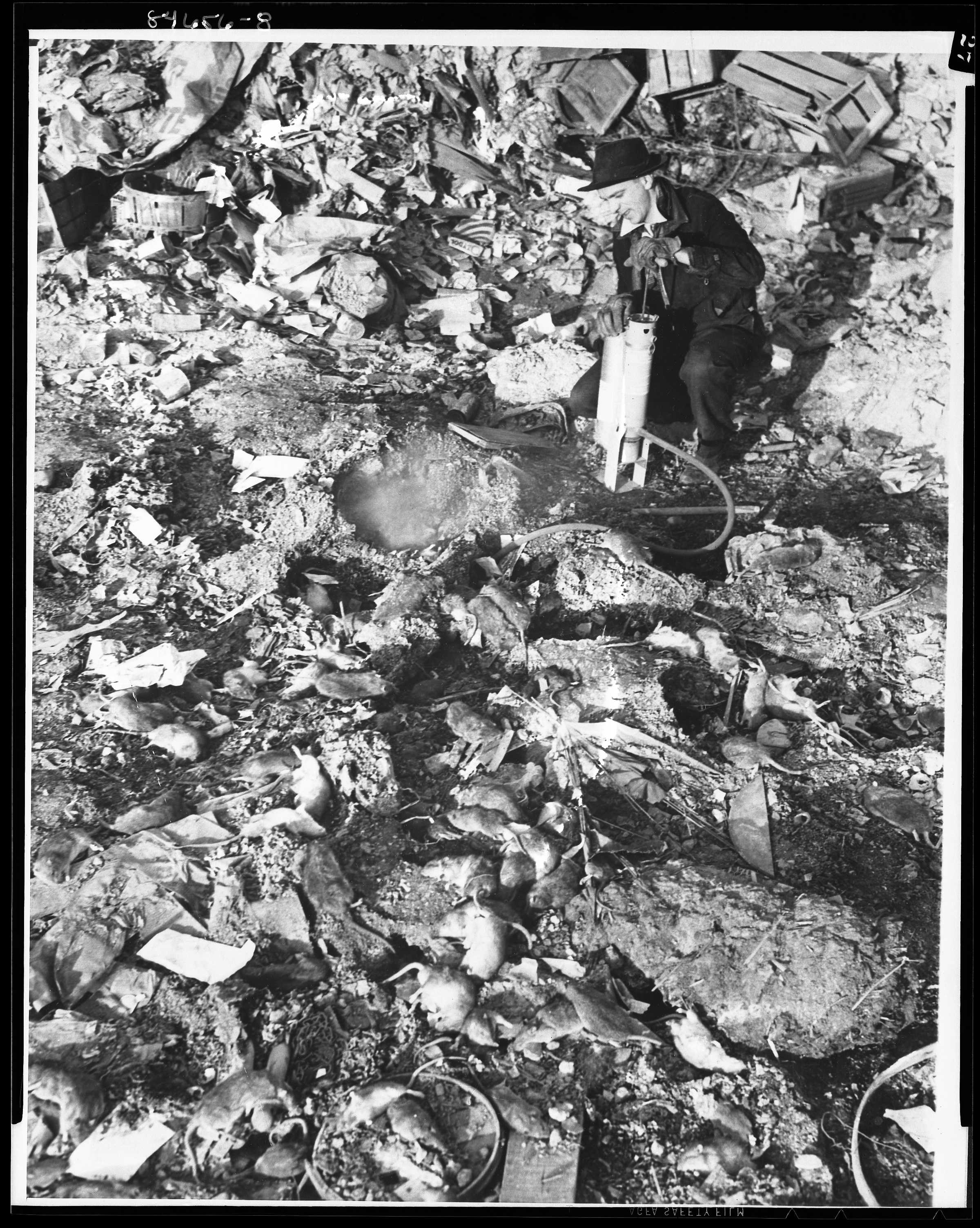
Photo d'archive américaine illustrant la lutte contre le typhus et la peste par l'élimination des rats dans les décharges (probablement durant la Seconde Guerre mondiale).
Ici, un homme avec un pulvérisateur et de nombreux rats morts à la surface des déchets. Il est sans doute en train de pulvériser un gaz toxique (chloropicrine ?) dans les « terriers » de rongeurs.

Les risques sont liés à la nature de certains déchets, aux défauts d'étanchéité, aux risques d'incendies (Des réactions chimiques exothermiques se sont déjà produites, même au sein de déchets théoriquement inertes, entrainant des feux de décharge ou d'alvéoles de stockage, parfois durant plusieurs jours). Les tremblements de terre ou explosion de méthane sont une autre source de risque, mettant en péril les structures d'étanchéité. En décembre 2003, la décharge contrôlée de Villechien près d'Angers, initialement autorisée pour les ordures ménagères, puis après qu’un premier niveau de remplissage ait été atteint avec la limite haute des couches géologiques étanches, aux seuls gravats et les mâchefers a connu une rupture d'étanchéité du fond à la suite de l'effondrement sous la décharge d’une ancienne galerie d’exploitation d'ardoisière .
Dans certains cas les inondations ou la montée des océans sont source de problèmes ou d'inquiétudes pour le futur.
Ils sont théoriquement prévenus par des contrôles réguliers, sous le contrôle des autorités compétentes chargées de faire respecter la réglementation sur les déchets et l'environnement. En France des commission locale d'information peuvent associer les citoyens au gestionnaire dans les réflexions et actions de maîtrise ou gestion du risque. Lors de nouveaux projets de décharge, riverains, ONG et citoyens peuvent aussi intervenir lors des enquêtes publiques où ils ont accès à l'étude d'impact. En zone tropicale, les pluies de mousson ou certains ouragans rendent la sécurisation des décharges difficile.

## Le cas des décharges souterraines
Elles sont rares. Il s'agit souvent de décharges d'inertes (anciennes mines comblées) ou de déchets toxiques entreposés en profondeur, par exemple dans des mines de sels (ex : Stocamine en Alsace (France) et décharge souterraine d'Herfa-Neurode en Allemagne).
En France le « stockages souterrain des déchets » est interdit, sauf exceptions cadrées par le Code de l'environnement et le Code de l'énergie pour d'une part le cas particulier de certains déchets radioactifs, et d'autre part pour les autres déchets ultimes. Dans ce dernier cas « les travaux de recherche de formations ou de cavités géologiques susceptibles d'être utilisées pour le stockage souterrain de déchets ultimes ne peuvent être entrepris que » :
1. « Soit par le propriétaire du sol ou avec son consentement, après déclaration au préfet » ;
2. « Soit, à défaut de ce consentement, par autorisation de l'autorité administrative, après que le propriétaire a été invité à présenter ses observations, dans les conditions fixées par décret en Conseil d’État ».

Cette autorisation de recherches « confère à son titulaire, à l'intérieur d'un périmètre défini par l'arrêté, le droit d'effectuer des travaux de recherches à l'exclusion de toute autre personne, y compris le propriétaire du sol ». Elle « fait l'objet d'une concertation préalable, permettant à la population, aux élus et aux associations de protection de l'environnement concernées de présenter leurs observations ».

## Le cas des décharges sous-marines
Ce sont par exemple :

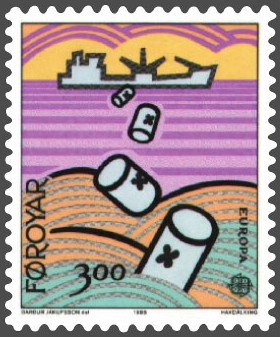
Décharge marine représentée sur un timbre de l’Île Féroé.

- des fosses marines ou lacs utilisés pour « éliminer » des déchets dangereux (munitions et déchets radioactifs civils ou militaires, par exemple le lac Qinghai en Chine, ou la fosse des Casquets au large de la Normandie) ;
- des décharges de munitions immergées, séquelles de guerre (au nombre d'une centaine au moins sur la façade littorale atlantique de l'Europe), et susceptibles de générer des impacts différés dans l'espace et dans le temps, mais importants ;
- des décharges de boues de curage de fleuves, estuaires ou ports. Ces boues sont généralement très polluées et leur volume augmente avec la dégradation des bassins versants qui se traduit par une érosion accrue. Au-dessus d'un certain volume, les opérations doivent maintenant en France faire l'objet d'une étude d'impact et d'une enquête publique. Pour l'Atlantique Nord-ouest, elles sont suivies par la Commission Ospar[34].

## Stockage de déchets radioactifs
Les centres d'évacuation définitive des déchets radioactifs sont appelés des centres de stockage définitif :
- Évacuation en mer : des années 1950 jusqu’en 1982, plus de 100 000 tonnes de déchets radioactifs ont été déversés dans des conteneurs en béton au fond de l'océan Atlantique et de la Manche[36] ;
- Stockage des déchets à vie courte en centre de surface[37] ;
- Stockage des déchets à vie longue en souterrain ;
- Projets d'évacuation des déchets dans l'espace : envoi de déchets dans l'espace encore au point théorique. Cependant des sondes spatiales ont déjà été envoyées chargées de matières radioactives.

## Autres usages
Certaines décharges sont renaturées et paysagées en fin de vie pour être ouvertes au public.
En France Engie et Suez ont annoncé en 2018 un partenariat visant à installer des parcs solaires photovoltaïques sur tous les sites de recyclage et traitement de déchets de Suez en France métropolitaine. Engie construira et exploitera ces parcs et estime le potentiel de production à 1 GW (soit 27 500 tonnes d'émissions de CO2 évitées par an) et d’autres formes de valorisation des sites sont envisagées pour le futur (hydrogène…). La décharge de Drambon (Côte-d'Or) est la première concernée avec en 2018, l’installation de 12 MW de capacité de production électrique.

## Lutte contre les dépôts sauvages
En France, en 2024, selon le ministère de la Justice il ne paraît pas nécessaire d’opérer une nouvelle réforme législative dans ce domaine, car :
- le dépôt sauvage d’ordures est réprimé par quatre contraventions inscrites dans le code pénal et un délit prévu dans le code de l’environnement[40] ;
- des dispositions relatives à la vidéosurveillance ont été adaptées[40] ;
- l’article L. 251-2 du code de la sécurité intérieure a été modifié par les lois no 2019-773 du 24 juillet 2019 et no 2020-105 du 10 février 2020 pour autoriser la mise en œuvre de systèmes de vidéoprotection sur la voie publique, pour prévenir et constater l'abandon d’ordures, de déchets, de matériaux ou d’autres objets[40] ;
- l’article L. 252-3 du même code a été complété pour permettre aux agents habilités des services de police municipale d’être destinataires, sous certaines conditions, des images et enregistrements issus de caméras de vidéoprotection[40] ;
- la loi no 2020-105 du 10 février 2020 relative à la lutte contre le gaspillage et à l’économie circulaire prévoit une responsabilité pécuniaire du titulaire du certificat d’immatriculation du véhicule en cas de commission de contraventions relatives à l’abandon d’ordures, de déchets, de matériaux ou d’autres objets. Cela facilite les poursuites en permettant une vidéo-verbalisation des infractions si un véhicule a été utilisé pour commettre l’infraction[40].

Dans le cadre d’une enquête pénale, poser un piège photographique (faisant des photos ou vidéos) doit être autorisé, selon les cas, par le procureur de la République, le juge d’instruction ou le juge des libertés et de la détention (dès qu'il s'agit d'aller au-delà du simple constat visuel).
Le piège photo peut ainsi être mis en œuvre au titre des pouvoirs généraux d’investigations, « s’il ne capte des images que dans un lieu public ou visible sans recours à des moyens techniques particuliers depuis la voie publique ». Il peut être installé dans un lieu privé, avec l’accord de son propriétaire, pour capter des images d’un lieu public ou visible depuis la voie publique. Par contre, s'il a vocation à saisir des images se trouvant dans un lieu privé, il doit obéir aux conditions de l’article 706-96 du code de procédure pénale et ne peut être mis en œuvre que pour des infractions relevant du régime de la criminalité organisée.

## Décharges en fin de vie

### Exploitation des matériaux contenus dans les anciennes décharges
Un même déchet peut selon les contextes être considéré tantôt comme un rebut tantôt comme une ressource et alors que les métaux rares sont de plus en plus difficiles à trouver, la promotion de l'économie circulaire et de l'écologie industrielle tend à redonner de la valeur même à des déchets considérés comme ultimes, il y a quelques décennies ou années, devenus des matières recyclables ou recyclas.
Après les deux guerres mondiales l'Allemagne a réutilisé pour les besoins de la reconstruction des métaux récupérés dans certaines décharges sous-marines (alors récentes) de matériels de guerre (munitions immergées en particulier).
Au XXe siècle le méthane dégazant spontanément de décharges anciennes a parfois été exploité. De nombreux terrils, certains crassiers, des terrains de dépôts divers (mâchefers, boues et sables de dragage) ont été exploités.
De nombreuses décharges étaient autrefois sélectivement exploitées par des chiffonniers et ferrailleurs au fur et à mesure de leur constitution (comme l'est encore la vaste décharge Mbeubeuss de Dakar , dans le cadre d'une économie informelle, et dans ce cas non sans risques pour la santé publique) et c'est encore le cas dans les pays en développement. Des chèvres, cochons et volailles y sont également parfois conduits pour qu'ils y mangent les restes alimentaires présents dans les déchets. La production de compost et/ou la méthanisation sont l'une des valorisations possibles de déchets propres et convenablement triés.
Certaines décharges et/ou leurs lixiviats contiennent de grandes quantités de matières humiques, de métaux lourds toxiques,, et de matériaux dont les prix ont augmenté et/ou qui deviennent valorisables, parfois plus proportionnellement que dans les bons minerais, mais les techniques de récupération, tri et recyclage de ces produits ont encore des coûts élevés et des défis technologiques (dont pour gérer de grandes quantités de composés volatils toxiques ou indésirables. Ces décharges seront pour longtemps une source potentielle de risque sanitaire, épidémiologiques et donc écoépidémiologiques. En outre, avec la montée du niveau de la mer, plusieurs de ces décharges (des dizaines à centaines de millions de tonnes de déchets) seront probablement immergées en devenant une source nouvelle de pollution marine si elles ne sont pas inertées ou récupérées et déplacées.
Depuis 20 ans au moins,, l'opportunité d'utiliser d'anciennes décharges comme des mines à ciel ouvert, éventuellement dans le cadre d'opérations de dépollution, fait l'objet d'un nombre croissant d'études de marché et d'opportunités, ou d'analyses critiques.
En Belgique, le gouvernement flamand a approuvé en 2015 le principe du nettoyage d'anciennes décharges Landfill mining (littéralement « minage de décharge », ce qui permettrait de tester de nouvelles formes d'exploitation du contenu d'anciennes décharges (il en existe au moins 2000 dans la région, couvrant 88 km2 soit 0,7 % du territoire de la Flandre belge). Il est ainsi possible de récupérer du bois, du plastique, du métal, les métaux rares de déchets électriques et électroniques (valorisables de diverses manières, mais aussi une fois le site dépollué, il est également possible de récupérer du foncier valorisable par exemple en parcs périurbains, espaces enforestés, ou zones résidentielles et/ou de loisirs).
Le principe de proximité est encouragé par l'Europe pour ce qui concerne la gestion des déchets, mais ces stratégies de réutilisation/revalorisation peuvent toutefois se heurter au syndrome du nimby.

### Filmographie, vidéographie
- Garbage Dreams, documentaire
- Comment lutter contre les décharges sauvages en Île-de-France, par Christophe Hardy et Albert Zamuner (UNED-DMA), mis en ligne par l'ORDIF sur Dailymotion